# Zora (2020.)
Zora je hrvatski film redatelja Dalibora Matanića iz 2020. godine.

## Uloge
- Krešimir Mikić – Matija

- Tihana Lazović – Ika

- Lara Vladovic – Kaja

## Ekipa
- Scenaristica – Dalibor Matanić

- Direktor fotografije – Marko Brdar

- Montažer – Tomislav Pavlic

- Kostimografkinja – Ana Savić-Gecan

- Glazba - Alen Sinkauz, Nenad Sinkauz

## Nagrade i festivali
- Pulski filmski festival 2021. – Zlatna arena za kameru, Zlatna arena za montažu, Zlatna arena za glazbu